# Micrathena horrida
Micrathena horrida är en spindelart som först beskrevs av Władysław Taczanowski 1873.  Micrathena horrida ingår i släktet Micrathena och familjen hjulspindlar. Utöver nominatformen finns också underarten M. h. tuberculata.